# 1377
1377 (MCCCLXXVII) var ett normalår som började en torsdag i den julianska kalendern.

## Händelser

### Januari
- 17 januari – Påven Gregorius XI flyttar tillbaka påvestolen från Avignon till Rom.

### Juni
- 21 juni – När Edvard III dör efter 50 år på den engelska tronen efterträds han som kung av England och herre över Irland av sin sonson Rikard II.

### Okänt datum
- Novgoroderna anfaller staden "Owla" men besegras av svenskarna. Man vet inte riktigt vilken stad Owla är, men en gissning är Uleåborg i norra Finland.
- De två första framställningarna om Birgitta Birgersdotters kanonisation görs i Rom.
- Alfonso Pecha de Vadaterra lägger fram den första utgåvan av Heliga Birgittas "Himmelska uppenbarelser".

## Födda
- Filippo Brunelleschi, italiensk arkitekt under ungrenässansen.
- Anglesia Visconti, drottning av Cypern.

## Avlidna
- 21 juni – Edvard III, kung av England och herre över Irland sedan 1327.
- Rikardis av Schwerin, drottning av Sverige sedan 1365, gift med Albrekt av Mecklenburg.